# Успенский, Глеб Иванович
Глеб Ива́нович Успе́нский (13 [25] октября 1843, Тула — 24 марта [6 апреля] 1902, Санкт-Петербург) — русский писатель и публицист, близкий к народническому движению. Крупная фигура русского реализма XIX века, один из ведущих писателей-разночинцев.

## Биография
Родился в семье Ивана Яковлевича Успенского (1818 — 08.01.1864), секретаря Тульской казённой палаты, а затем чиновника в Чернигове, и Надежды Глебовны Соколовой (1825—1874), дочери председателя Тульской казённой палаты, литератора Глеба Фомича Соколова и тверской дворянки Людмилы Ардальоновны Темской. Двоюродный брат писателя Н. В. Успенского.
Учился в гимназии — сперва (с 1853 года) в Туле, потом (с 1856 по 1861 гг.) — в Чернигове. После окончания гимназического курса поступил на юридический факультет Санкт-Петербургского университета (отчислен в связи с материальными затруднениями), а в 1862 году поступил на юридический факультет Московского университета, но в следующем году оставил его «по недостатку средств для продолжения образования».

### Семья
В 1870 году женился на Александре Васильевне Бараевой (1845—1906), учительнице и переводчице.
Дети:
- Александр (1873—1907)
- Вера (1877—1942, умерла в блокадном Ленинграде), в 1899—1908 годах жена эсера Б. В. Савинкова[3]
- Мария (1879—1943, умерла в блокадном Ленинграде), супруга архитектора С. С. Кричинского
- Ольга (1881—1942, умерла в блокадном Ленинграде; её муж — Я.М.Гаккель)
- Борис (1886—1951). Его дочь — Елена Борисовна Успенская-Ошанина, писательница и драматург. Внуки Бориса Глебовича Успенского — Татьяна Львовна Успенская-Ошанина (род. в 1939) и Сергей Львович Ошанин (1939—1992).

### Начало литературной деятельности
Литературную деятельность Глеб Иванович Успенский начал летом 1862 года в педагогическом журнале Л. Н. Толстого «Ясная Поляна» под псевдонимом Г. Брызгин. Первым произведением стал рассказ «Михалыч».
В 1864—1865 годах Успенский сотрудничал с изданием «Северное сияние», где он писал тексты к литографиям картин.

### «Отечественные записки»
Юность Успенского пришлась на 1860-е годы; в это время сложились его основные стремления.

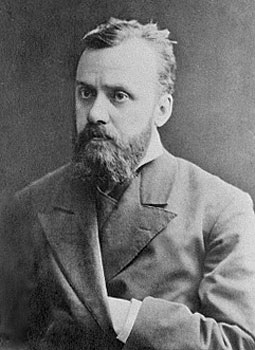
Глеб Успенский

Революционное движение много внимания уделяло городской бедноте; сюда и обратилось на первых порах внимание писателя. Изображению этих слоёв и были посвящены его первые произведения, в особенности цикл очерков и рассказов «Нравы Растеряевой улицы» (1866).
В 1868 году Успенский начал постоянное сотрудничество с журналом «Отечественные записки», который в это время перешёл под редакцию Николая Некрасова и Михаила Салтыкова-Щедрина. Почти исключительно в этом журнале Успенский и помещал свои произведения до закрытия его в 1884 году.
В 1871 году (по другим данным в 1872 году) Успенский поехал за границу, побывал в Германии и во Франции (в Париже). В январе 1875 года он вновь уехал за границу, пробыв там до конца лета; жил в Париже и Лондоне. За границей Успенский познакомился с Иваном Тургеневым. Тургенев оценил рассказ Успенского «Книжка чеков» и предложил его журналу «Вестник Европы», однако редакция рассказ не приняла.
Там Успенский сблизился с представителями «Народной воли». В квартире Успенского корифеи «Народной воли» встречали вместе с хозяином новый 1881 год.
По возвращении из-за границы Успенский поступил на службу в управление Сызрано-Вяземской железной дороги.
Вернувшись в Россию, Успенский решил поближе присмотреться к русскому крестьянству, на которое до этого времени он обращал мало внимания. Для этого он поселился в деревне Сябреницы в Новгородской губернии. Позже, весной 1878 года, он переехал в село Сколково Самарской губернии, где устроился письмоводителем в ссудо-сберегательном товариществе, а его жена — школьной учительницей.
Осенью 1879 года Успенский поселился в Петербурге, в это же время в деревне Чудово Новгородской губернии он построил себе дом. Кроме того, он путешествовал по России — был на Кавказе и в Сибири.
С 5 октября 1883 года — действительный членом Общества любителей Российской словесности; с 16 ноября 1887 года — почётный член.

### Последние годы
Воскресают воспоминания преимущественно тех сцен, которые доставляли ему чувство блаженства, восторга, например Маргарита, но особенно состояние того вечера после Грузина… Он был совершенно чист, без пятнышка, совсем святой… Он верит, что будет испытывать это состояние все чаще и больше, и что в конце концов оно в нём укрепится, и он окажется окончательно и навсегда воскресшим и как человек, и как писатель. И будет он чистым, святым, будет писать.
А затем его бредовые идеи окрасились мистическим цветом… Д-ру Синани он говорил в это время, что «воскрес в любви к Богу». Бога, — читаем далее в дневнике, — понимает в пантеистическом смысле и примешивает к нему любовь и бесконечность не то как атрибуты, не то как синонимы. Выходит поэтическое, довольно стройное мросозерцание, мало похожее на величавый слабоумный бред паралитика. Говоря о бесконечности, о мирах и т. п., прибавляет, "что все это у него в голове, в голове его вселенная со звездами", и т. п. Еще далее он стал "ангелом господним всемогущим", стали ангелами и святыми все близкие к нему, и, даже пылая негодованием на Б. Н. Синани, он писал ему в такой форме: "Ангелу господню Борису. Позвольте просить вас написать мне, какая власть руководит вами надо мной, всемогущим ангелом-хранителем, — по власти господа бога или по вашему своеволию? Ангел господен Глеб".
Надо, однако, иметь в виду следующую оговорку дневника: "Слова «гений», «ангел», даже «бог» и т. п. эпитеты, приписываемые им себе и близким ему лицам, вовсе не должны быть понимаемы как грубый бред вообще и как бред величия в частности. Сегодня, между прочим, он употребил слово «бог» в применении к крестьянину, причем, по обыкновению, не мог обойтись без того, чтобы не назвать крестьянина по фамилии (Угланов). Общий смысл его фантазии следующий: люди сотворены так, что в них заложены все основания к всестороннему совершенствованию... до такой степени, что они могут подняться до степени ангелов и даже выше. В этой мистически расцвеченной фантазии нетрудно усмотреть тот идеал, который манил к себе Глеба Ивановича и в здравом состоянии, приближение к которому он видел в укладе мужицкой жизни, в Венере Милосской, в «девушке почти монашеского типа» и осуществления которого в самом себе он так страстно желал. Оно наступило наконец, это осуществление, но уже в безумной фантазии. Да и то фантазия эта не раз разбивалась о страшные видения, в которых все близкие являлись или злодеями, разбойниками… или жертвами злодейств и преступлений; и сам он оказывался злодеем, разбойником.

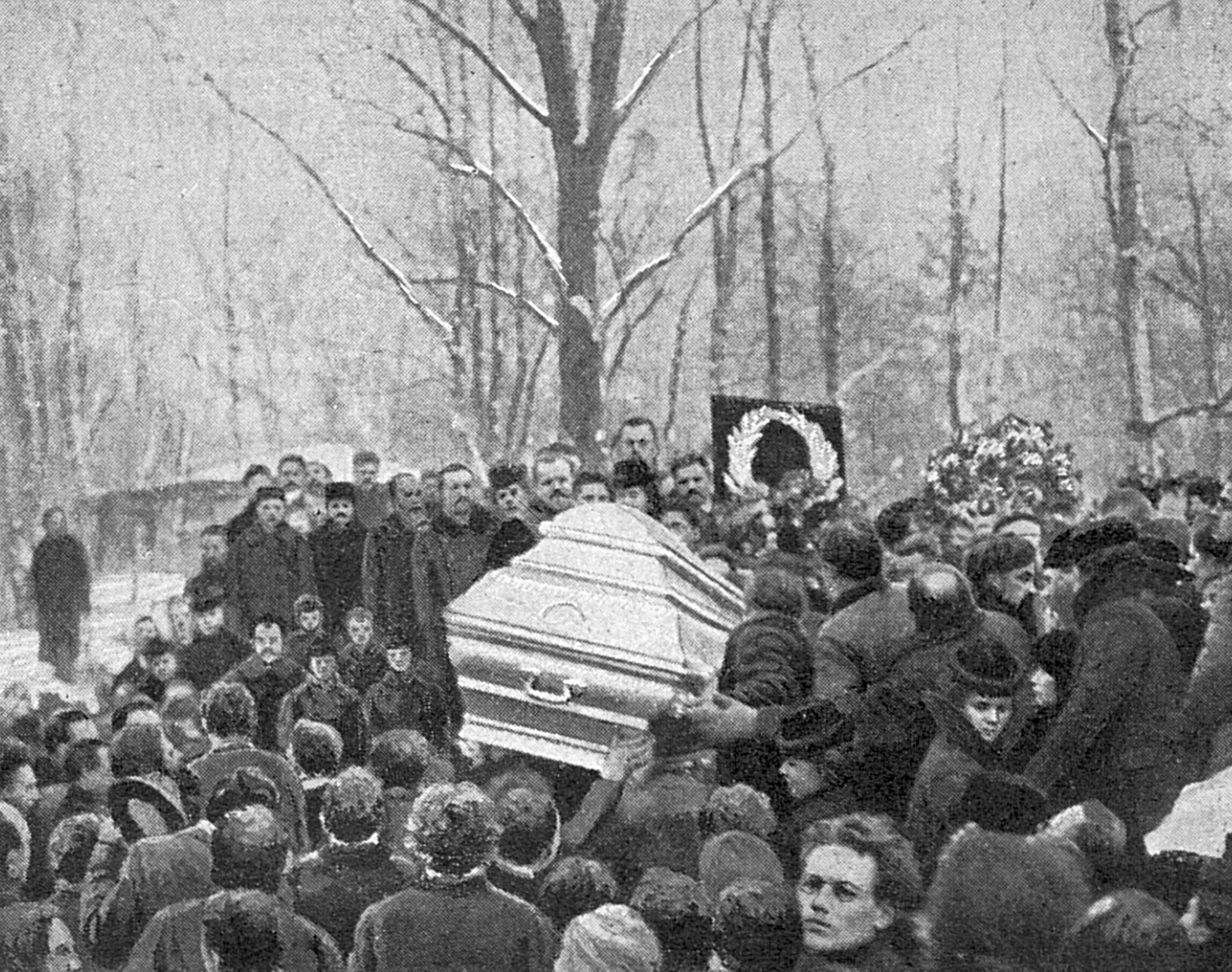
Похороны Г. И. Успенского. Момент опускания гроба в могилу

С осени 1889 года у Успенского начинается нервное расстройство, которое переходит в сумасшествие (прогрессивный паралич). Осенью 1892 года он был помещён в Колмовскую больницу для душевнобольных в Новгороде, где и провёл последние годы своей жизни. Его личным врачом был Б. Н. Синани. Согласно Д. С. Мирскому, «болезнь его приняла форму распада личности. Он чувствовал, что разделился на двух людей, из которых один носит его имя Глеб, а другой отчество — Иванович. Глеб был воплощением всего доброго, Иванович — всего, что было в Успенском плохого». Мировоззрение Глеба приняло религиозный характер.
В Колмово Успенского посещал народник Н. С. Тютчев, о чём в литературной форме рассказывается в одном из эпизодов повести Ю. В. Давыдова «Вечера в Колмове».
Умер Успенский от паралича сердца 24 марта (6 апреля) 1902 года в Стрельне. Похоронен в Петербурге на Волковом кладбище; надгробие — бронзовая полуфигура на постаменте работы Леонида Шервуда (1904–1906).

## Творчество

### Значение
Несмотря на близость к народникам, по отношению к ним Успенский был самостоятельным и не идеализировал русское крестьянство. Очерки Успенского о деревне сыграли немалую роль в разрушении догматического народничества и отразили сложившиеся к концу XIX века экономические отношения между крестьянами и их новым мировоззрением. За эти работы Успенского ценили новые народники и марксисты, в том числе В. И. Ленин. Ленин ссылался на Успенского и неоднократно использовал образы писателя в своей первой экономической работе «Развитие капитализма в России».
В частности, из-за внимания Ленина к писателю в СССР в честь Успенского были названы улицы, издавались почтовые марки с его портретами, выходили массовые издания его произведений (последнее массовое издание его очерков и рассказов вышло в 1990 году в серии «Библиотека классики. Русская литература» с иллюстрациями П. Пинкисевича и вступительной статьёй Б. Дыхановой «Россия Глеба Успенского»). Однако уже в 1925 году в своей «Истории русской литературы» Дмитрий Святополк-Мирский писал о значении Успенского для массового читателя: «К сожалению, его произведения, расплывчатые и крайне злободневные, устарели ещё больше, чем сочинения Салтыкова, и сегодня их мало кто читает, кроме тех, кто изучает историю русской интеллигенции», хотя Святополк-Мирский называл писателя «очень видной фигурой в истории русской интеллигенции», отмечал его «несомненный юмор, доброе отношение к людям», «трезвое, нелицеприятное видение жизни», «дар юмора, человечности и трезвого, незамутненного видения». Как пишет зарубежный критик, Майкл Пурсглов (Michael Pursglove), сейчас Успенского очень мало читают и помнят большей частью как автора нескольких очерков или рассказов, таких как «Будка», известного за яркий образ будочника Мымрецова, девиз которого «тащить и не пущать».
В дореволюционной России Успенский был довольно известным писателем, причём не только как автор бытоописательных и социал-экономических очерков, но и как яркий и оригинальный художник. Успенского ценили Тургенев (на вечере Виардо Тургенев читал отрывок из «Чековой книжки»: «Тургенев прочёл мой рассказ „Ходоки“, — и прочёл превосходно… Тургенев прорепетировал этот рассказ раз 7-8, изучил, где каким образом, как и что сказать до мельчайших подробностей»), Салтыков, Владимир Короленко и Максим Горький, отзывавшийся о нём следующим образом: «Мы воспринимали истерическую лирику его рассказов о деревне эмоционально, как воспринимается музыка. Глеб Успенский будил в нас какое-то особенно тревожное и актуальное чувство; Грейман очень удачно определил его, рассказав, что после чтения книг Глеба Успенского хочется сделать что-нибудь решительное…». Горький же приводит отзыв Льва Толстого:

Однажды он ожесточенно доказывал, что Г. И. Успенский писал на тульском языке и никакого таланта у него не было. И он же при мне говорил А. П. Чехову:

 — Вот — писатель! Он силой искренности своей Достоевского напоминает, только Достоевский политиканствовал и кокетничал, а этот — проще, искреннее. Если б он в бога верил, из него вышел бы сектант какой-нибудь.

 — А как же вы говорили — тульский писатель и — таланта нет?

Спрятал глаза под мохнатыми бровями и ответил:

— Он писал плохо. Что у него за язык? Больше знаков препинания, чем слов. Талант — это любовь. Кто любит, тот и талантлив. Смотрите на влюблённых, — все талантливы!
 Толстой высоко оценил рассказ Успенского «Паровой цыплёнок». Рассказ стал одним из немногих произведений писателя, переведённых на иностранные языки.

Одинокое и оригинальное место, которое занимает Глеб Успенский в нашей литературе, прежде всего характеризуется совершенно необычной формой его произведений. Его духовное наследие велико, он написал очень много, но только редкие из этих бесчисленных страниц образуют законченное целое. Он не только не оставил нам ни одного романа или повести, но даже и небольшие цельные рассказы его тонут в массе отрывков и набросков… Успенский сам называл свою литературную деятельность черновой работой, материалом, который он самоотверженно подбирал для другого, будущего художника; но если даже принять такое скромное сравнение, то надо заметить, что эта черновая основа его писаний — тот драгоценный чернозем, на котором раскидываются золотые нивы желтеющего хлеба… великая заслуга Успенского заключается в том, что среди безобразия, которое его окружило, он не только сам не потерял красоты, но и прозрел её в глубине искалеченной, скомканной человеческой души… в людях он замечает не только и не столько первичные инстинкты жизни и самосохранения, сколько самолюбие и любовь к власти. <…> Это стремление к мощи, это ницшевское Wille zur Macht, представляет собою залог всего гордого и прекрасного, на что способно человечество. Прохор Порфирыч, как это ни странно, приобщается к источнику людского величия. Но душа у него — мелкая, пустая, и оттого ницшеанские мотивы вырождаются там в нечто плоское и уродливое. <…> Wille zur Macht без нравственного содержания примет смешные или трагические формы. Самолюбие, прекрасное семя величия, на дурной почве дает плоды жалкие. Это оно, как мы уже видели, толкает рабочего в кабак.— Юлий Айхенвальд

### Произведения

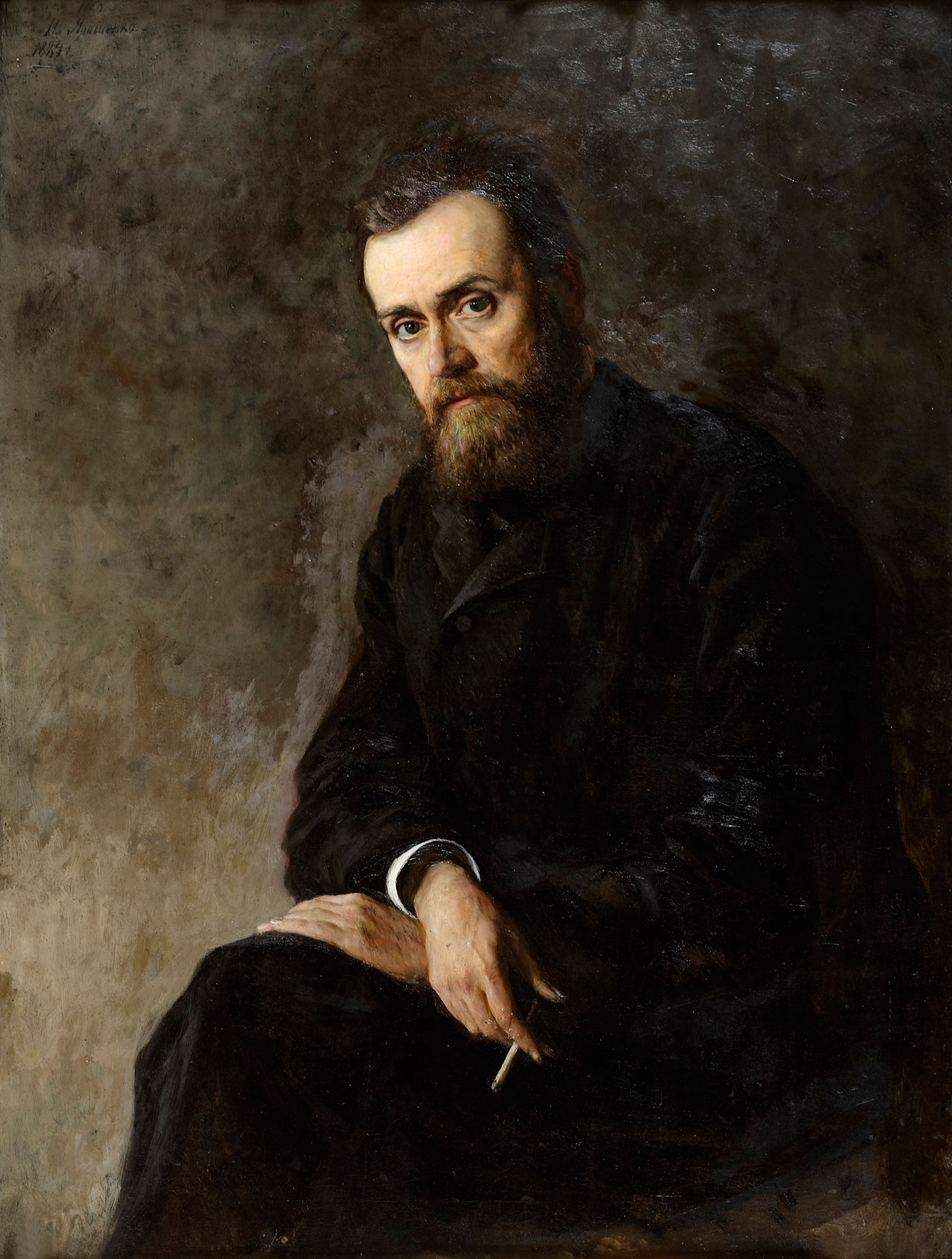
Портрет Успенского работы Николая Ярошенко (1884)

Как отмечали Айхенвальд и другие, форма произведений Успенского оригинальна: многие произведения Успенского обрывочны или даже не закончены, художественное Успенский стремится соединить с публицистическим, описания скудны и схематичны. Михайловский называет Успенского «художником-аскетом, отвергнувшим всякую роскошь, все не ведущее прямо к намеченной цели»: «много недоделанного, недоговоренного, оборванного, много, может быть, с вашей точки зрения неверного, но нет ничего лишнего». Отчасти это объясняется внешними условиями, особенно в ранние годы: полностью реализовать замыслы Успенскому не давали цензура и материальная нужда, не дававшая долго работать над произведениями.
В 1866 году выходит первое крупное произведение Успенского — цикл рассказов «Нравы Растеряевой улицы» о жизни бедноты тульских рабочих кварталов и моральном разложении, к которому её приводит среда. Из произведения в русский язык вошло слово растеряевщина. Как пишет Пурсглов, на сатирический дух произведения повлияло творчество Николая Гоголя, Салтыкова-Щедрина, Василия Слепцова и Александра Герцена. Цикл остаётся одним из самых известных произведений писателя.
В 1868 году Успенский пишет роман, эпическое произведение о пореформенной эпохе, центральной фигурой которого должен был стать протестующий рабочий. Однако написана была лишь первая часть, которую автор переработал в повесть «Наблюдения Михаила Ивановича», ставшую первой частью трилогии «Разоренье». Пурсглов называет трилогию самыми значимыми из повестей Успенского.
В 1870-е годы Успенский уезжает в деревню и пишет «полужурналистские, полухудожественные» очерки о крестьянской жизни, главный из которых — цикл «Власть земли» (в зарубежных изданиях иногда обозначается как повесть или роман). Эти произведения значительно более публицистичны. В них Успенский показал влияние развития капитализма на крестьянство и складывающиеся между крестьянами новые отношения. В отличие от писателей-народников, Успенский не идеализирует крестьянские общины и народ и не показывает его «идеальным коммунистом». Эти произведения ценили Ленин, использовавший образы Успенского в своих произведениях, и другие марксисты. Часть народников после выхода произведения обвинила успенского в «расшатывании устоев». В основе «Власти земли» земли лежит история крестьянина Ивана Босых, который получает выгодное место на железной дороге, спивается, а затем возвращается в деревню и становится примерным крестьянином.
Однако содержание «Власти земли» не исчерпывается описанием сложившихся в деревне экономических отношений. Горький писал: «Кто внимательно прочитает книгу Усненского о „Власти земли“, тот неизбежно почувствует в ней глубочайший фатализм, уверенность в необоримой силище власти земли над мужиком (человеком). Это, конечно, не проповедь зоологического существования, но это — несомненнейшая проповедь необходимости для человека подчиниться некой власти, в данном случае — власти природы, земли. Обратите внимание — не борьба проповедуется, а под видом слияния с природой — подчинение её власти, значит — и её целям. Русский человек всегда ищет хозяина, кто бы командовал им извне, а ежели он перерос это рабье стремление, так ищет хомута, который надевает себе изнутри, на душу, стремясь опять-таки не дать свободы ни уму, ни сердцу».
В 1885 году Успенский пишет рассказ «Выпрямила», в котором от имени сельского учителя-народника Тяпушкина он критикует «искусство ради искусства» и стихотворение Фета «Венера Милосская», противопоставляя им свои взгляды на искусство.

Не то рассказ, не то стихотворение в прозе, не то критический этюд — Успенский приучил нас к этому смешанному жанру — этот очерк захватывает своим глубоким, проникающим лиризмом; едва ли где-либо за фигурой горемычного Тяпушкина проступает с большей силой и яркостью скорбный облик его создателя. <…> Направление Успенского «отрицало» Венеру Милосскую; направление Фета преклонялось и млело перед нею; оно осыпало её восторгами и посвятило ей обширную литературу восхвалений. Но взгляните на любой восторженный отзыв о Венере Милосской, хотя бы на стихотворение Фета — которое, к слову сказать, в целом много лучше тяпушкинских цитат из него — или на прозаическое описание Фета — и сравните их по силе с впечатлениями Тяпушкина: как они ничтожны, бледны и вялы. <…> Такого ученика, влагающего свою мысль в художественное создание, оживляющего его нравственной идеей и, в свою очередь, им оживленного, удалось найти творцу Венеры Милосской в Тяпушкине. Не соображения, не жажда самопожертвования, не надежда на будущее «выпрямили» истерзанную душу Тяпушкина, а впечатления художественные; чисто художественными я не решился бы их назвать, но, несомненно, художественные элементы их выдвинуты им самим на первый план не без причины. Вспомним, что не одна Венера Милосская была среди воспоминаний Тяпушкина в этом роде… Гармония есть преобладающая черта этих образов, воскрешенных его напряженной памятью. «Девушка строгого, почти монашеского типа» произвела в свое время такое же «выпрямляющее» воздействие не потому, что её одухотворяла идея самопожертвования, «печаль о не своем горе». Нравственный элемент сознательно отодвинут на второй план пред другим, более интеллектуальным и художественным: «Она оставила во мне также светлое, радостное впечатление потому, что та глубокая печаль — печаль о не своем горе, которая была начертана на этом лице, на каждом её малейшем движении, была так гармонически слита с её личною, собственной её печалью…» при одном взгляде на неё всякое «страдание» теряло свои пугающие стороны, делалось делом простым, легким, успокаивающим и, главное, живым, что вместо слов: «Как страшно!» заставляло сказать: «Как хорошо! как славно!» Такие же художественные — здесь можно даже сказать живописные — черты выдвинуты на первый план и в другом из «подготовляющих» к Венере воспоминаний; это была «ничтожная деревенская картинка» — баба, ворошившая сено. Вся она, вся её фигура с подобранной юбкой, голыми ногами, красным повойником на маковке, с этими граблями в руках, которыми она перебрасывала сухое сено справа налево, была так легка, изящна, так «жила», а не работала, жила в полной гармонии с природой…— Аркадий Горнфельд. «Эстетика Глеба Успенского»

## Основные произведения
- «Нравы Растеряевой улицы» (1866, цикл рассказов)[18]
- «Пятница. Народный рассказ» (1867, рассказ)
- «Будка» (1868, рассказ[24])
- «Разоренье. Очерки провинциальной жизни» (трилогия повестей)
  - «Наблюдения Михаила Ивановича» (1869, повесть)
  - «Тише воды, ниже травы (Дневник)» (1870, повесть)
  - «Наблюдения одного лентяя (Очерки провинциальной жизни)» (1871, повесть)
- «Прогулка» (1889, рассказ)
- «Новые времена, новые заботы» (1871, рассказы)
  - «Книжка чеков»
  - «Неизлечимый»
  - «Не воскрес» («Из разговоров про войну»)
- «Власть земли» (1882, цикл очерков)
- «Выпрямила» (1885, рассказ[18])
- «Буржуй» (1885, рассказ)
- «Четверть лошади» (1888, цикл «Живые цифры»)
- «Паровой цыплёнок» (1889, рассказ)

## Память
Памятник Г. И. Успенскому установлен в Туле на Советской улице напротив Тульского Цирка.
В Нижнем Новгороде в честь Г. И. Успенского названа одна из улиц в Ленинском районе города.

### Музеи
- Дом-музей в деревне Сябреницы Чудовского района Новгородской области. Первым директором музея стала дочь Глеба Ивановича Мария Успенская-Кричинская.  С 1944 по 1951 гг. судьбой дома-музея занимался Борис Успенский — младший сын Глеба Ивановича.

### Библиотека
- В Нижнем Новгороде находится единственная библиотека в России, носящая имя писателя. Библиотека им. Г.И. Успенского находится в старинном особняке мещанки П.И. Гусевой (ул. Ильинская д. 146).

### В филателии

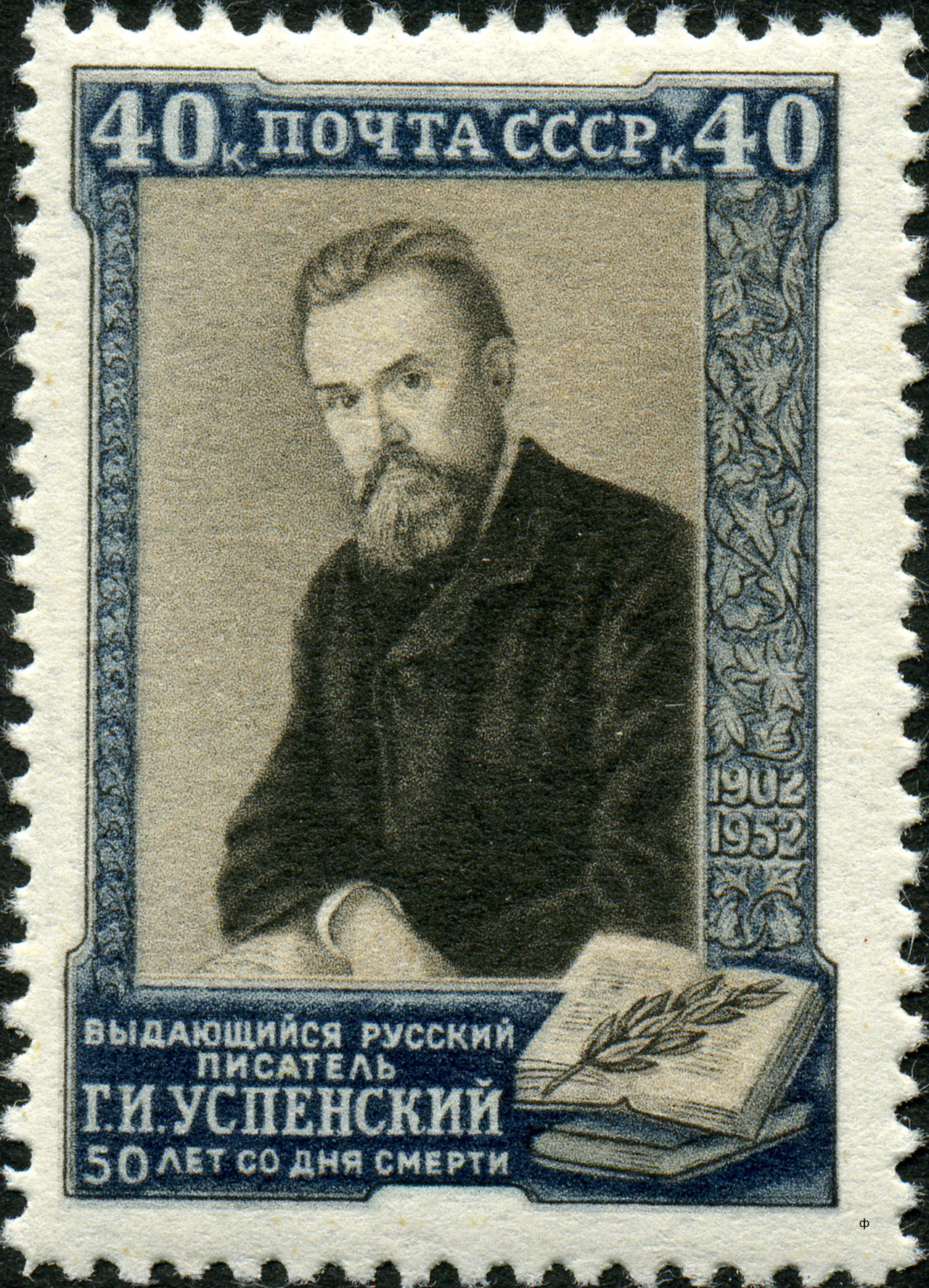
Почтовая марка СССР, 1952 год
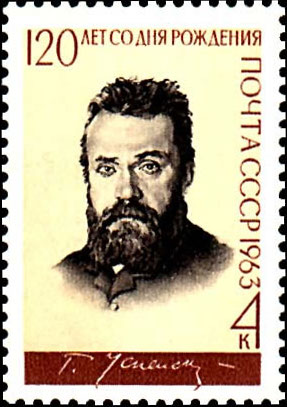
Почтовая марка СССР, 1963 год

### В топонимах
- Улица Глеба Успенского — улица в Московском районе Санкт-Петербурга.
- Улица Глеба Успенского в Гагаринском районе города Севастополя.
- Улица в городе Иркутске (Правобережный район, между улицами Щорса и Полевой).
- Улица Глеба Успенского в Нижнем Новгороде.
- Улица в пгт Малаховка (Люберецкий район, Московская область).
- Улица Глеба Успенского в Перми.
- Улица Глеба Успенского в Туле.
- Улица Глеба Успенского в Бугульме.
- Улица Глеба Успенского в Борисполе (Украина).
- Улица Глеба Успенского — улица в Виннице (Украина).
- Улица Глеба Успенского в Луганске (Украина).
- До 2016 года — улица Глеба Успенского Чернигове (Украина).
- В Нижнем Тагиле улица Глеба Успенского
- Улица Успенского в Мурманске
- Улица Глеба Успенского, город Рыбинск
- Улица Глеба Успенского, город Торез (Украина)
- Памятник Глебу Успенскому на пересечении Советской и Староникитской улиц в Туле

## Библиография

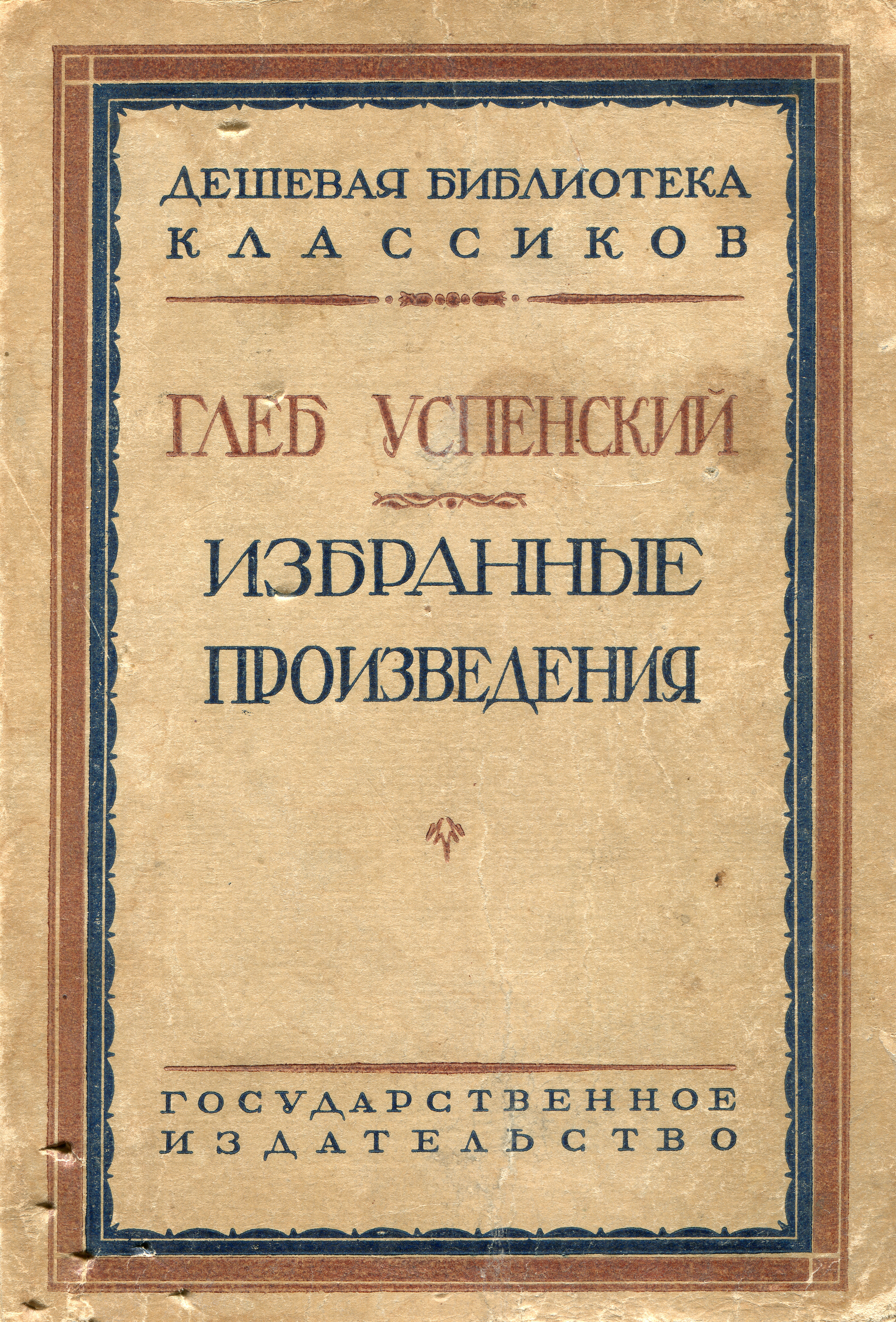
Избранные произведения. Издание 1927 года.

## Адреса в Санкт-Петербурге
- 1864—2020 — Вознесенский проспект, 3;
- ноябрь 1866 года — доходный дом — Большая Мещанская улица, 4;
- ноябрь 1866 — май 1867 года — дворовый флигель дома Гассе — Литейный проспект, 36, кв. 34;
- октябрь 1870 — лето 1871 года — доходный дом С. Воронина — Невский проспект, 111;
- сентябрь 1871 —апрель 1872 года — доходный дом С. Воронина — Невский проспект, 111;
- декабрь 1872 — весна 1873 года — доходный дом — набережная реки Фонтанки, 116;
- декабрь 1873 — сентябрь 1874 года — доходный дом — Троицкая улица, 8;
- сентябрь 1874 — декабрь 1875 года — гостиница Ф. Д. Серапина — Царскосельский проспект, 22;
- январь 1876 года — лаборатория министерства финансов — набережная Екатерининского канала, 51;
- декабрь 1876 — апрель 1877 года — дом Кавоса — Столярный переулок, 6;
- осень 1879 — весна 1880 года — дом Кавоса — Столярный переулок, 6;
- осень 1880 — весна 1881 года — доходный дом Сивкова — набережная Обводного канала, 133;
- 1883 год — гостиница «Пале Ройяль» — Пушкинская улица, 20;
- 1884 год — доходный дом Троице-Сергиева подворья — Троицкая улица, 3;
- 1884 год — доходный дом — Большой проспект Васильевского острова, 43;
- 1885 год — доходный дом И. П. Струбинского — Малая Итальянская улица, 6;
- 1888 год — доходный дом — 11-я линия, 30;
- 09.09.1888 — июль 1890 года — доходный дом Капгера — 7-я линия, 6;
- осень 1890 —июль 1892 года — доходный дом — 9-я линия, 42;
- июль — сентябрь 1892 года — средний корпус больницы С. Я. Фрея — 5-я линия, 58.